# Polizeiruf 110: Dunkler Sommer
Dunkler Sommer ist ein deutscher Kriminalfilm von Hendrik Handloegten aus dem Jahr 2007. Der Fernsehfilm erschien als 282. Folge der Filmreihe Polizeiruf 110. Der Kommissar Hinrichs ermittelt in seinem 27. Fall. Für seinen Kollegen Tellheim ist es der 3. Fall.

## Handlung
In einem einsamen Waldstück wird der kürzlich aus der Haft entlassene Familienvater, Udo Rascher, tot aufgefunden. Jemand hatte sich allerdings die Mühe gemacht, den Leichnam unter einem Berg von Steinen zu bestatten.
Elke Rascher hatte sich von ihrem gewalttätigen Mann getrennt, als er ins Gefängnis musste. Ihre beiden Kinder, Swenja und Tobias, leben bei den Großeltern, da ihre Mutter allein für den Unterhalt aufkommen muss, in Frankfurt am Main arbeitet und nur an den Wochenenden zu Hause sein kann.
Die ermittelnden Kommissaren Jens Hinrichs und Markus Tellheim vermuten den Täter im Kreise der Familie, da das Opfer zuvor einen erbitterten Streit mit dieser führte. Anhand der gerichtsmedizinischen Untersuchung steht fest, dass Rascher volltrunken war und im Stroh erstickt ist oder wurde. Tellheim und Hinrichs entdecken eine Feldscheune unweit der Wohnung von Raschers Schwiegereltern. Sie suchen nach Spuren und können so nachweisen, dass Rascher unter einem der großen Strohballen zu Tode kam. Tellheim nimmt vorerst Raschers Ehefrau in Gewahrsam, da sie zum Tatzeitpunkt kein Alibi hat. Umgehend meldet sich ihre Tochter Swenja auf dem Präsidium und verrät den Ermittlern, dass ihre Mutter einen heimlichen Freund hat und sich dort das ganze Wochenende aufgehalten hätte. Nachdem Tellheim den Mann ausfindig macht und erfährt, dass Elke Rascher schon von je her dessen große Liebe war, hält er es für möglich, dass er seinen Nebenbuhler aus dem Weg geräumt hat. Hinrichs hat jedoch eine andere Spur, sodass Frau Rascher wieder auf freien Fuß gesetzt wird. Er hat diverse Indizien gegen Raschers Tochter gefunden und als er zusammen mit Tellheim die Hellmans aufsucht und seinen Verdacht ausspricht, erscheint Swenjas Großvater mit einer Flinte in der Hand und erklärt, dass er es gewesen wäre, der Udo Rascher umgebracht hätte. Rascher wäre kurz nach seiner Entlassung spät abends vor dem Haus gewesen und hätte „herumgebrüllt“. Nachdem sein Schwiegervater einen Warnschuss abgegeben hatte, wäre Rascher in die Scheune geflüchtet, wo er ihn „erledigt“ hätte. Die Kommissar glauben ihm nicht, da das Opfer keinerlei Schusswunden aufgewiesen hatte. Während sie noch erörtern, ob tatsächlich Hellmann oder gar seine Frau zum Täter wurde, ist Swenja dabei, sich das Leben zu nehmen. Der Nachbarjunge Kai, den sie ins Vertrauen gezogen hatte, kann gerade noch rechtzeitig Hilfe holen. In ihrer seelischen Not gesteht Swenja, dass sie ihrem Vater in die Scheune nachgegangen war. Sie dachte er würde schlafen als er auf dem Boden lag, aber als er sie plötzlich angesehen hatte, habe sie Angst bekommen und einen Strohballen auf ihn fallen lassen. Am nächsten Tag habe sie zusammen mit Kai ihren toten Vater mittels eines Handwagen in den Wald geschafft und dort „beerdigt“.

## Hintergrund
Dunkler Sommer wurde am 14. Januar 2007 im Ersten zur Hauptsendezeit erstmals ausgestrahlt.

## Kritik
Tilmann P. Gangloff schreibt bei tittelbach.tv anerkennend: „Regisseur Hendrik Handloegten macht seinem Ruf als ‚auteur‘, auch wenn er mal ‚nur‘ Regie führt, alle Ehre. Der Film scheint dadurch streckenweise kaum von der Stelle zu kommen. […] Doch dann nimmt das großartig besetzte, angenehm ruhig inszenierte dreifache Familiendrama seinen Lauf...“
Die Kritiker der Fernsehzeitschrift TV Spielfilm vergaben die bestmögliche Wertung (Daumen nach oben). Sie fanden, „Selten verlangte ein Fall den Ermittlern so viel Fingerspitzengefühl ab.“ Das Fazit lautete: „Starke Bilder und kein Wort zu viel“.
Quotenmeter bewertet den Film nur als „mangelhaft“, findet allerdings: „Musikalisch ist der Film hervorragend gelungen. Durch den Einsatz der immer selben Melodie auf dem Klavier führt sich der Zuseher bald heimisch. Ohnehin überzeugen vor allem die Bilder. Ein Großteil des Films spielt draußen in freier Natur. […] Zu loben sind vor allem die schauspielerischen Leistungen der jungen Darsteller. Sie gehen trotz der nicht einfachen Thematik höchst professionell mit ihrer Aufgabe um und verkörpern ihre Figuren realitätsgetreu.“ […] „Die größte Schwäche des Films liegt aber in der Story. Zwar war es wohl die Grundidee ein etwas unheimliches Szenario zu schaffen. […] Das Tempo des Krimis ist jedoch viel zu langsam, […] Der Schlussspurt ist keineswegs ein Spurt, sondern ähnelt dem 50-Meter-Lauf eines frisch am Bein operierten. Die Lösung des Falles überrascht keineswegs, da der Zuschauer den Täter von Anfang an kennt.“